# خط بار (الکترونیک)

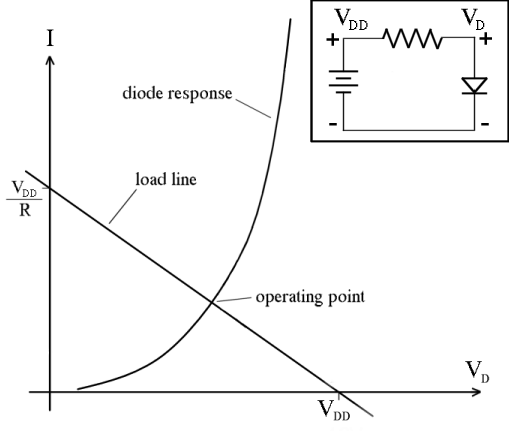
خط بار دیود. منحنی پاسخ دیود (I برحسب V_{D}) را نشان می دهد در حالی که خط مستقیم رفتار قسمت خطی مدار را نشان می‌دهد:
. نقطه تقاطع جریان و ولتاژ واقعی را می‌دهد.

در تحلیل گرافیکی مدارهای الکترونیکی غیرخطی، یک خط بار، خطی است که روی منحنی مشخصه کشیده شده است، گرافیکی از جریان برحسب ولتاژ در یک قطعه غیرخطی مانند دیود یا ترانزیستور. این محدودیتِ قرار داده شده بر روی ولتاژ و جریان در قطعه غیرخطی توسط مدار خارجی را نشان می‌دهد. خط بار، معمولاً یک خط مستقیم، بیانگر پاسخ بخش خطی مدار است که به قطعه غیرخطی مورد نظر متصل است. نقاطی که منحنی مشخصه و خط بار از همدیگر عبور می‌کنند، نقطه کار (های) ممکن (نقاط Q) مدار هستند. در این نقاط پارامترهای جریان و ولتاژ هر دو بخش مدار یکسان است.
مثال در سمت راست نشان می‌دهد که چگونه از یک خط بار برای تعیین جریان و ولتاژ در یک مدار دیودی ساده استفاده می‌شود. دیود، قطعه‌ای غیرخطی، به صورت سری با یک مدار خطی متشکل از یک مقاومت R، و یک منبع ولتاژ V DD، است. منحنی مشخصه (خط منحنی)، نمایانگر جریان I عبوری از دیود برای هر ولتاژ معین بر روی دیود V D، یک منحنی نمایی است. خط بار ( خط مورب) بیانگر رابطه جریان و ولتاژ ناشی از قانون ولتاژ کیرشهف است که بر مقاومت و منبع ولتاژ اعمال می‌شود. 
{\displaystyle V_{D}=V_{DD}-IR\,}
از آن‌جا که جریان عبور از سه عنصر در حالت سری باید یکسان باشد و ولتاژ در پایانه‌های دیود باید یکسان باشد، نقطه کار مدار در محل تلاقی منحنی با خط بار خواهد شد. 
در مدار BJT، بی‌جی‌تی بسته به جریان بیس، مشخصه ولتاژ-جریان {\displaystyle (I_{C}-V_{CE})} متفاوتی دارد. قرار دادن یک سری از این منحنی‌ها روی نمودار نشان می‌دهد که جریان بیس چگونه بر نقطه کار مدار تأثیر می‌گذارد. 

## خطوط بار برای پیکربندی رایج

### خط بار ترانزیستور
نمودار خط بار در سمت راست برای بار مقاومتی در مدار امیتر مشترک است. خط بار نشان می‌دهد که چگونه مقاومت بار کلکتور ({\displaystyle R_{L}}) ولتاژ و جریان مدار را محدود می‌کند. نمودار همچنین ترسیم کننده جریان ترانزیستور کلکتور {\displaystyle I_{C}} برحسب ولتاژ کلکتور-امیتر {\displaystyle V_{CE}} را برای مقادیر مختلف جریان بیس {\displaystyle I_{b}} ترسیم می‌کند. تقاطع خط بار با منحنی‌های مشخصه ترانزیستور، مقادیر محدود شده مدار {\displaystyle I_{C}} و {\displaystyle V_{CE}} را در جریان‌های بیس مختلف نشان می‌دهد. 